# Kanton Marck
Kanton Marck (francouzsky Canton de Marck) je francouzský kanton v departementu Pas-de-Calais v regionu Hauts-de-France. Tvoří ho 16 obcí. Zřízen byl v roce 2015.

## Obce kantonu
- Audruicq
- Guemps
- Marck
- Muncq-Nieurlet
- Nortkerque
- Nouvelle-Église
- Offekerque
- Oye-Plage
- Polincove
- Recques-sur-Hem
- Ruminghem
- Saint-Folquin
- Saint-Omer-Capelle
- Sainte-Marie-Kerque
- Vieille-Église
- Zutkerque